# Melinda Gates
Melinda French Gates, född French den 15 augusti 1964 i Dallas i Texas, är en amerikansk affärskvinna och filantrop. Hon var tidigare anställd på Microsoft och hade där ansvaret för Microsoft Publisher, Microsoft Bob, Microsoft Encarta och Microsoft Expedia. År 1994 gifte hon sig med Bill Gates, och de har tre barn, Jennifer Katharine Gates (född 1996), Rory John Gates (född 1999) och Phoebe Adele Gates (född 2002). Den 3 maj 2021 meddelade makarna Gates att de skulle skiljas efter ett 27 år långt äktenskap. 
Hon avlade kandidatexamen i datavetenskap och nationalekonomi 1986 och en MBA 1987 vid Duke University. Sedan 2006 sitter hon bland annat i styrelsen för The Washington Post och var djupt engagerad i stiftelsen Bill & Melinda Gates Foundation som grundades 2000 och är världens största privata välgörenhetsorganisation. 1999 donerade Bill och Melinda 5 miljarder USA-dollar till Bill & Melinda Gates Foundation. Hon avslutade sin tjänst på Bill & Melinda Gates Foundation i juni 2024. 

## Utmärkelser
- American Library Association Honorary Membership,  1998[4]
- Jefferson Awards for Public Service,  2002
- Person of the Year,  december 2005
- Märke av Mexikanska Aztekiska Örnorden,  november 2006
- Hedersdoktor vid Universitetet i Cambridge,  12 juni 2009
- Erkänslans kors,  12 oktober 2009[5]
- FN:s befolkningspris,  2010
- Fulbright Prize,  2010
- Lasker-Bloomberg Public Service Award, med  Bill Gates,  2013[6]
- Hedersdoktor vid Duke University,  2013
- The World's 100 Most Powerful Women,  2013
- Public Welfare-medaljen, med  Bill Gates,  2013[7]
- Chatham House Prize,  2014
- Presidentens frihetsmedalj,  2016[8]
- Otto Hahns Fredsmedalj,  2016[9]
- Radcliffe Medal,  2021[10]
- 100 Women,  2021[11]
- Fellow of the American Academy of Arts and Sciences
- Padma Bhushan

[Redigera Wikidata]